# Fougou
Fougou est une ville et une sous-préfecture de Guinée, rattachée à la préfecture de Mali et la région de Labé. 

## Population
En 2016, le nombre d'habitants est estimé à 21 531, à partir d'une extrapolation officielle du recensement de 2014 qui en avait dénombré 20 132.

## Subdivision administrative

### Districts
Fougou centre, Samantan, Bamba fogué, Koba yeleta, Pakkheyohe, Kansaghel et doullaya